# Boris Švel
Boris Švel (14. rujna 1971. – Zagreb, 20. rujna 2013.), hrvatski odvjetnik, vojni stručnjak i pisac znanstvene fantastike.

## Životopis
Boris Švel rođen je 1971. godine, po zanimanju je bio odvjetnik, a u pojedinim fazama svog stvaralaštvom bogatog života radio je i kao stručni novinar u Hrvatskom vojniku te u više drugih publikacija na vojne teme. Uz to se bavio i znanstvenom fantastikom - pisanjem SF priča, sudjelovanjem u SF konvencijama i radu društva SFera u Zagrebu, te uređivanjem njenog tematskog fanzina Parsek. 

#### Vojna publicistika
Kao vanjski suradnik Hrvatskog vojnika, Boris Švel mlađi je tijekom prvih trinaest godina njegova izlaženja pisao u gotovo svakome broju ovoga lista, objavivši stotine stranica stručnog i dobro ilustriranog teksta. Pregled arhivskog sadržaja Hrvatskog vojnika, objavljen digitalno u veljači 2000. godine, bilježi 143 njegova veća stručna teksta – što nije ni izbliza sve što je on do tada objavio, pišući ujedno i za MORH-ov tjednik Velebit, ali i za publikacije kao što je bila Delta (pod uredništvom Dubravka Gvozdanovića). Tematski gledano, Boris Švel je započeo kao autor na teme topništva (temeljem svog JNA vojnog obrazovanja za pričuvnog časnika), da bi se kasnije proširio, prvo na tehnička pitanja pješačkog naoružanja i protuzračnog topništva, a onda i na teme iz opće vojne povijesti. Tim je pomakom započeo njegov postupni prijelaz, koji ga je konačno doveo na mornaričke teme – na pitanja tehnike i ustroja te djelovanja HRM, ali i drugih ratnih mornarica.
Iako pisani detaljno i stručno, svi njegovi radovi nikad nisu bili pravilno vrednovani - budući je Hrvatski vojnik, kao službeno glasilo MORH-a, godinama za sebe tvrdio da je stručni časopis, a ipak nije prošao sve prijave i prilagodbe radnih procesa da bi ga takvim krenula smatrati i bibliotekarska struka. Pa ipak, o kvaliteti ovog ukupnoga rada ponešto ipak govori i programatski tekst „Mogući smjerovi razvoja flotnih snaga HRM između godine 2000. i 2015.“, objavljen početkom 2000. u priznatom hrvatskom znanstvenom časopisu Polemos (Vol. III No. 5, 2000), te ponešto stručnih tekstova objavljenih u Poljskoj (recimo, „Francuski avisoi tipa A 69“, što je dalo i naslovnicu za Okrety Wojenne Nr.3. 2001 (48)).
Krajem 2011. godine Švel je sudjelovao u osnivanju udruge građana "Udruga OBRIS - obrana i sigurnost", kojoj je postao tajnikom. Od ožujka 2012. pa sve do smrti povremeno je objavljivao tekstove na internetskoj stranici "OBRIS - Obrana i sigurnost", pišući ondje povremeno na specijalizirane vojne, vojno-povijesne i mornaričke teme. Dostignuća na polju vojne publicistike pokojnog Borisa Švela mlađeg dobro je opisao i opsežni "I memoriam" objavljen u hrvatskom časopisu Vojna Povijest (br. 32, studeni 2013. godine, 28. stranica).

#### Znanstvena fantastika
Boris Švel mlađi je članom SFere postao sredinom 1990-ih godina, a 2003. godine preuzima uređivanje Parseka i to od 71. broja. Od tada je uredio više od 50 brojeva Parseka, uključujući i nekoliko na engleskom jeziku.
Autor je nekoliko desetaka SF priča. Kroz njih progovara njegov jedinstveni smisao za humor, na koji nitko nije mogao ostati posve imun. Među ostalim, pričom "Razvod" pobjeđuje 2009. godine na Istrakonskom natječaju za najbolju kratku priču.
Neupitan je njegov doprinos promociji hrvatske znanstvene fantastike. Upravo zahvaljujući njegovu trudu Parsek se održao kao zanimljiv književni fanzin koji je čitateljima donosio priče hrvatskih i regionalnih autora, kao i zanimljive intervjue s hrvatskim i inozemnim autorima. Posebno je spomena vrijedan i njegov rad na obradi, a onda i objavi na stranicama fanzina Parsek niza sustavnih bibliografskih pregleda radova iz starih faza hrvatske znanstvene fantastike. Njegov urednički rad dobio je i međunarodno priznanje 2011. godine, kada je Europsko društvo za znanstvenu fantastiku Parsek proglasilo najboljim fanzinom.
Njegov uvodničarski pozdrav “Štovani štioče” odavao je pomalo starinsku galantnost, koju je pažljivo njegovao, a bio je jedan od omiljenih predavača na hrvatskim SF konvencijama, uvijek spreman podijeliti svoje znanje o starim majstorima SF-a, o zaboravljenim događajima ili vojnoj povijesti.